# Sylfik białoczuby
Sylfik białoczuby (Lophornis adorabilis) – gatunek małego ptaka z podrodziny paziaków w rodzinie kolibrowatych (Trochilidae). Występuje w Ameryce Centralnej. Jest klasyfikowany jako gatunek najmniejszej troski (LC, ang. Least Concern).

## Systematyka
Takson ten po raz pierwszy zgodnie z zasadami nazewnictwa binominalnego opisał angielski przyrodnik Osbert Salvin w 1870 roku na łamach „Proceedings of the Zoological Society of London”. Autor nadał ptakowi nazwę Lophornis adorabilis, uznając go za gatunek najbliższy do sylfika wspaniałego (L. magnificus), a jako miejsce typowe podał Bugaba w prowincji Chiriquí w Panamie. Nie wyróżnia się podgatunków.

### Etymologia
- Lophornis: gr. λοφος lophos „czub, grzebień”; ορνις ornis, ορνιθος ornithos „ptak”[11].
- adorabilis: łac. adorabilis – „wspaniały, uroczy, godny podziwu”[12].

## Morfologia
Sylfik białoczuby jest małym ptakiem o długim, prostym i cienkim pomarańczowym dziobie z czarnym zakończeniem. Tęczówki czarne. Nogi i stopy czarniawe. Występuje dymorfizm płciowy. Samiec ma czoło i okolice dzioba miedziano-brązowe. Na głowie biały prosty czub. Tył głowy i górne części ciała brązowozielone, na zadzie biały pas. Pokrywy nadogonowe fioletowo-brązowe. Ogon zaokrąglony, sterówki kasztanowo-rude z brązowymi krawędziami. Gardło, podgardle, boki szyi opalizujące zielone. Posiada charakterystyczne cienkie i dosyć długie, zielone kępki policzkowe. Na piersi białawy śliniak, reszta dolnych części ciała cynamonowo-rdzawa z zielonymi plamkami na bokach. Samica jest bardziej matowa, nie ma ani grzebienia, ani kępek policzkowych. Górna część głowy ciemnobrązowa. Gardło i pierś białe, gardło z brązowozielonymi kropkami. Brzuch i boki rude. Na grzbiecie białawo-rudy pas. Górna część dzioba czarna. Młode osobniki podobne do samic, ale bardziej matowe, a młody samiec ma gardło bardziej zielone niż u dorosłych. Długość ciała 7 cm, masa ciała około 2,7 g.

## Zasięg występowania
Sylfik białoczuby występuje w Kostaryce i zachodniej Panamie – na zachodnich stokach Cordillera de Talamanca na północ po Kordylierę Środkową. Zasięg występowania (EOO, Extent of Occurrence) według szacunków organizacji BirdLife International obejmuje 27,2 tys. km². Górna granica występowania określana jest na 1200 m n.p.m.

## Ekologia i zachowanie
Sylfik białoczuby występuje w wilgotnych lasach wiecznie zielonych pierwotnych oraz wtórnego wzrostu, głównie w koronach drzew, wzdłuż krawędzi lasu. Niewiele wiadomo o diecie tego gatunku, składa się głównie z nektaru kwiatów roślin z rodzajów Vochysia, Lonchocarpus, Stachytarpheta i Inga, skład diety uzupełniają stawonogi: małe owady i pająki. Długość pokolenia jest określana na 2,07 roku.

### Rozmnażanie
Okres lęgowy najprawdopodobniej od grudnia do lutego. Gniazda w formie niewielkiego otwartego kielicha, który z zewnątrz utkany jest porostami i pajęczyną, buduje na drzewach nawet do wysokości 18 m nad powierzchnią ziemi. W lęgu 2 białe jaja. Wysiadywaniem jaj i opieką nad pisklętami zajmuje się wyłącznie samica. Pisklęta opuszczają gniazdo po 21–22 dniach od wyklucia.

## Status
W Czerwonej księdze gatunków zagrożonych IUCN sylfik białoczuby jest klasyfikowany jako gatunek najmniejszej troski (LC, ang. Least Concern). W 2019 roku organizacja Partners in Flight szacowała liczebność jego populacji na więcej niż 20 000, a mniej niż 49 999 dorosłych osobników, zaś trend liczebności populacji oceniła jako umiarkowanie spadkowy. Gatunek ten opisywany jest jako rzadki.